# 凌桥乡
凌桥乡，是中华人民共和国江苏省淮安市淮阴区下辖的一个乡镇级行政单位。2018年7月撤消，并入马头镇。

## 行政区划
凌桥乡下辖以下地区：
凌桥村、许渡村、鑫联村、新堡村、豆办集村、三堡村、夏家湖村、双闸村、李庵村、毛湖村、泗河村和原种厂生活区。